# Nkôno ngond
Nkôno ngond és una menja tradicional del Camerun preparat amb les llavors de Cucumeropsis mannii anomenada localment «pastís de festuc». Aquest plat de la gastronomia camerunesa rep diferents noms segons les ètniesː
- nkôno ngond pels bassa, bantús d'Àfrica central que viuen al Camerun i que parlen l'idioma bassa
- nnam ngon pels beti, establerts principalment a la regió central del Camerun
- nkongue ngon pels eton, el grup ètnic més gran que viu a la regió central del Camerun, després dels ewondo, i que formen part dels beti
- nju pels bamiléké, persones que viuen a la regió occidental del Camerun
- ngond'a mukon pels douala, persones que viuen a la ciutat de Douala al Camerun i a la regió del litoral al voltant d'aquesta ciutat, i que parlen una llengua bantu

## Preparació
El plat s'elabora amb una base de llavors de Cucumeropsis mannii, una cucurbitàcia originària de l'Àfrica tropical. En llengua bassa, la planta s'anomena ngond. La preparació del plat és laboriosa: les llavors s'extreuen del fruit i el nucli s'extreu de la closca. Es poden incorporar carns cuinades o fumades, peixos fumats o fregits, i fins i tot algunes verdures com fulles fresques de Xanthosoma sagittifolium . La pasta de festuc s'envasa després en fulles de plàtan flamejades o en paper film i és estofada durant hores.
Aquest plat de es menja durant esdeveniments especials com el Nadal o en casaments. S'acompanya amb bastons de mandioca i nyam al vapor.